# Bound in Morocco
Bound in Morocco é um filme mudo norte-americano de 1918, dos gêneros ação e comédia romântica, dirigido por Allan Dwan e estrelado por Douglas Fairbanks, autor do roteiro com o pseudônimo de Elton Thomas.
O filme foi produzido por Douglas Fairbanks Pictures Corporation e distribuído pela Famous Players-Lasky/Artcraft Pictures.
Atualmente é considerado um filme perdido.

## Elenco
- Douglas Fairbanks - George Travelwell
- Pauline Curley - Ysail
- Edythe Chapman - mãe de Ysail
- Tully Marshall - Ali Pah Shush
- Frank Campeau - Basha El Harib, governador do Harib
- Jay Dwiggins - Kaid Mahedi el Menebhi
- Fred Burns
- Albert MacQuarrie